# Carl Nielsen
Carl August Nielsen (9. června 1865, Nørre-Lyndelse – 3. října 1931, Kodaň) byl dánský dirigent, houslista a skladatel období romantismu, nejznámější a jedna z nejdůležitějších osobností dánské hudby, která je známa především svými šesti symfoniemi. Výjimečné a známé jsou i jeho sólové koncerty pro housle, klarinet a flétnu a několik dalších skvělých kusů.

## Život

### Raná léta

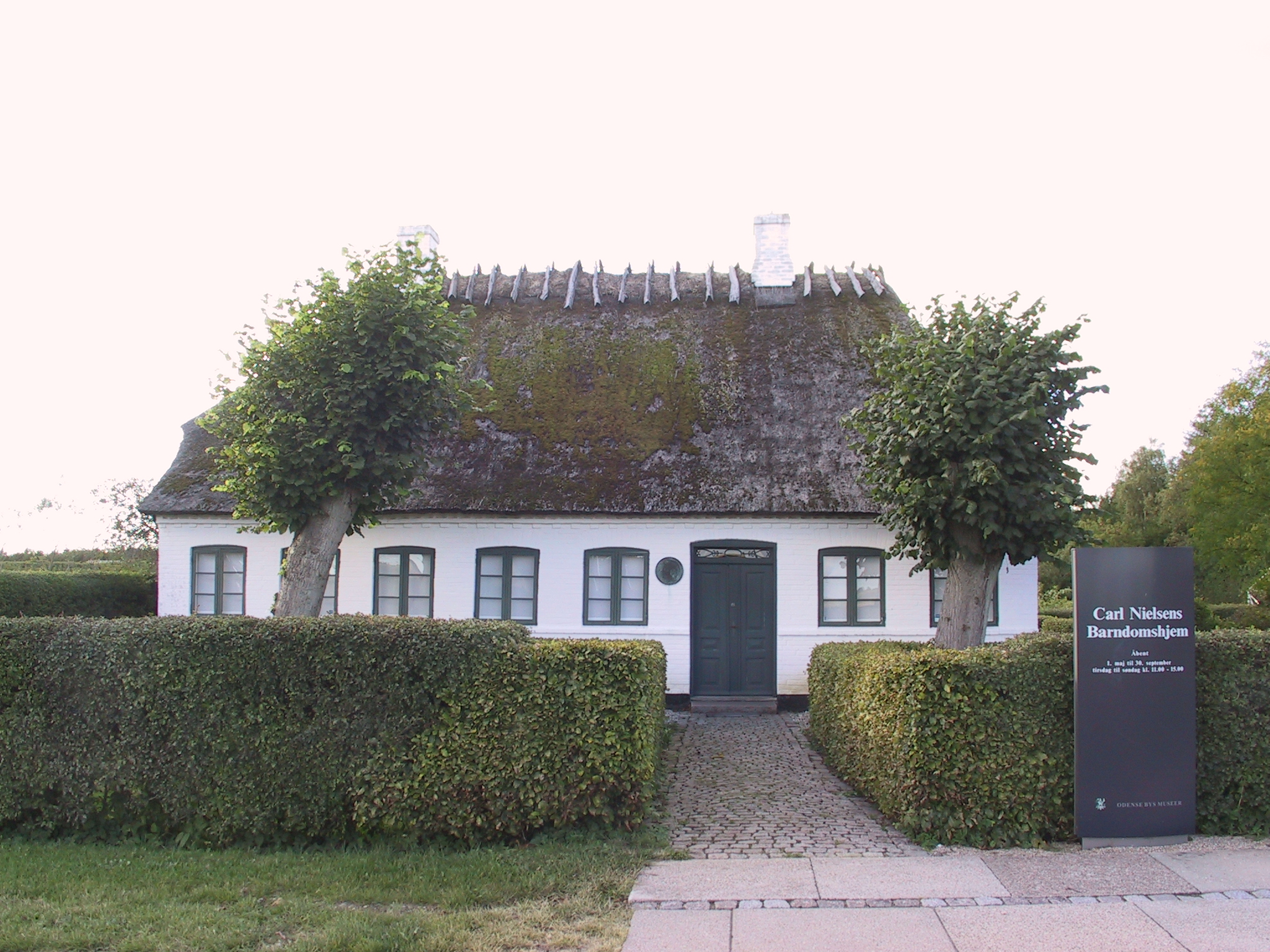
Rodný dům Carla Nielsena, zde prožil i své dětství

Pocházel z velmi chudých poměrů. Narodil se ve vesničce Nørre-Lyndelse na ostrově Fyn, asi deset mil na jih od Odense. Jeho otec byl malířem pokojů, ale rovněž i vesnický hudebník - houslista a kornetista - a matka, kterou velmi miloval, byla zpěvačkou. Právě od svých rodičů získal blízký a kladný vztah k hudbě a rád se chodíval dívat na představení, kde vystupoval alespoň jeden z jeho rodičů. I sami rodiče ho k hudbě vedli a jeho matka ho nějaký čas hudbě i učila. Již osmiletý, naprosto ponořen do kouzla hudby, hrál v malém amatérském orchestru na housle, ale učil se hrát i na trubku. I jeho první skladba vznikla někdy v této době, byla to polka pro housle.
Ve velice raném věku, ve svých čtrnácti letech (1879), byl vyslán také do vojenského orchestru v Odense, kde se seznámil s barovým klavíristou, který ho seznámil v té době pro něj novými skladateli jako byl Bach, Haydn, Mozart a Beethoven. To Carla tak zaujalo, že si začal hudbu těchto velkých předků pročítat a poslouchat. Měli na něho tak obrovský vliv, že okamžitě založil smyčcové kvarteto s dalšími hudebníky z armádní kapely, aby mohl provozovat hudbu vídeňských klasiků. Velice ho zaujala i komorní hudba, kterou začal skládat v letech 1882 až 1883, včetně smyčcového kvartetu, houslové sonáty a kvartetů pro žesťové nástroje.

### Léta úspěchu
V roce 1884 se mu splnil jeho celoživotní sen - byl přijat na kodaňskou konzervatoř. Nastal však zásadní problém, a tím byly peníze. Protože byl chudý, musel si přivydělávat hraním na housle v orchestru v Tivoli, kodaňském největším zábavném podniku. I přes tento zásadní problém patřil na konzervatoři, kde strávil dva roky, mezi pilné a spolehlivé žáky a brzy si získal přízeň většiny lidí, kteří zde měli vyšší postavení. Mezi takové patřil Niels Wilhelm Gade (1817-1890), vedoucí osobnost dánské hudby, s nímž se spřátelil a udržoval písemný kontakt ještě dlouho let poté, co konzervatoř opustil.
Poté však následovaly tři neúspěšné roky (až na rok 1888, kdy bylo jeho dílo Malá Suita poprvé uvedeno v koncertní hale v Tivoli, i když také bez velkého úspěchu). Záchrana přišla až v létě roku 1889, kdy vyhrál konkurz do orchestru Královské kaple. Pobyt v Paříži rapidně změnil jeho život k lepšímu a on sám byl naprosto okouzlen krásami Francie. Později se setkal s dánskou sochařskou Anne Marie Brodersenovou, do které se hluboce zamiloval a během měsíce si ji vzal za ženu.
Následující léta byla vcelku úspěšná. Hlavně rok 1892, kdy dokončil svou fantastickou první symfonii. V březnu téhož roku, kdy se na její uvedení přijela podívat i dánská královna s rodinou, musel po jejím ukončení vystoupit na jeviště a děkovat se.

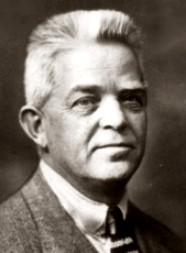
Portrét Carla Nielsna

Tato událost mu znatelně dodala sebedůvěry a začal překvapivě rychlým, ale zároveň velmi pilným způsobem tvořit další skvostná díla. I přes velký úspěch jeho děl měl vždy problém s nedostatkem peněz, aby mohl uživit svou, v té době už pětičlennou, rodinu. Proto nakonec nuceně přijal místo dirigenta v královském divadle, kde působil od roku 1908 po celých šest let, ale brzy zjistil, že ne všichni kritici jsou spokojeni s jeho interpretací studovaných děl.
Nakonec toto místo opustil a daleko radši spolupracoval s Kodaňskou hudební společností, kde působil od roku 1915 do roku 1927.

### Pozdní léta a smrt
Nadále neuvěřitelně pilně komponoval, a to i po srdeční příhodě, kterou prodělal v roce 1925 a od této doby musel zůstávat ve větším klidu. Téhož roku oslavovalo celé Dánsko šedesáté narozeniny skvělého dánského skladatele, ale světu zůstal v této době skladatel Nielsen neznámým, ba i lhostejným. Jeho zdraví se však s přibývajícím věkem rapidně horšilo, až se nakonec nemohl pořádně hnout ani ze své postele. Poslední hudbu uslyšel 1. října 1931, a to rozhlasové uvedení houslového koncertu. O dva dny později ve svých šedesáti šesti letech zemřel na chorobu, kterou trpěl již několik měsíců. Zvláštní shodou je, že se právě tentýž večer uváděla jeho známá opera Maškaráda v kodaňském královském divadle.

## Dílo
I v nejstručnější poznámce o jeho díle by neměla chybět alespoň malá zmínka o jeho šesti symfoniích, které ho učinily v hudebním světě nesmrtelným a z kterých nejméně tři patří k hudebním skvostům 20. století. Již jeho první symfonie poukazuje na autora jako na skvělého symfonika. I jeho druhá symfonie, nazývaná jako "Čtyři živly" či "Čtyři povahy" je stejně dokonalá a jeho třetí symfonie patří k nejvýznamnějším v celé kolekci šesti symfonií. Je povzbudivá a inspirující, se svěžím optimismem první věty a křehkým tanečkem, který symfonii uzavírá. Jeho čtvrtá symfonie (nazývaná jako "Neuhasitelná") je asi nejznámější. Je v ní neuvěřitelně skvěle zachycena válka a boj o přežití a i za Nielsenova života hned po prvním uvedení ohromovala dánské diváky. V jeho předposlední, páté symfonii, je atmosféra boje zachycena ještě lépe, než ve čtvrté, a vedlejší buben má za úkol hrát co nejhlasitěji s cílem narušit průběh symfonie v naprosto účinné metafoře. Šestá symfonie se nedočkala velkého úspěchu.
I ve svých raných dílech se snažil dokázat něco nového, ale za dodržování „starých metod“. Jeho dílo je obsáhlé, tvoří jej jak dvě opery a šest už výše zmiňovaných symfonií, tak i komorní hudba, kantáty, tři sólové koncerty (pro housle, klarinet a flétnu) a spousta písní. Patří sem i scénická hudba, jejímž nejznámějším zástupcem je Alladin.
V jeho dílech je zřetelný velký vliv Mozarta, Bacha, Haydna, Brahmse a Wagnera.

### Výběr z díla

#### Opery
1. Saul a David (dánsky Saul og David) (1901-2)
2. Maškaráda (Maskarade) (1905-6)

#### Symfonie
1. Symfonie č. 1 v G minor (1891-1892)
2. Symfonie č. 2 „Čtyři povahy“ (1901-1902)
3. Symfonie č. 3 „Symfonie (Sinfonia) espansiva“ (1910-1911)
4. Symfonie č. 4 „Neuhasitelná“ (1916)
5. Symfonie č. 5 (1922)
6. Symfonie č. 6 (1925)

#### Kantáty
- Universitetets Aarsfest, op. 24 (1908)
- Sørgefesten for P. S. Krøyer (1909)
- Mindefesten for Stormen på Københavns i 1659 (1909)
- Landsudstillingen i Aarhus (1909)
- Grosseretsocietets 100-års jubilæum (1917)
- Polyteknisk Læreanstalts 100-års jubilæum (1929)

#### Sólovékoncerty
- pro housle, op. 33 (1911)
- pro flétnu (1926, rev. mezi lety 1926 - 1927)
- pro klarinet, op. 57 (1928)

#### Zvukové ukázky
- Wind Quintet, Op. 43 - 1. Allegro ben moderato
- Wind Quintet, Op. 43 - 2. Menuetto
- Wind Quintet, Op. 43 - 3. Praeludium: Adagio. Tema con variazioni: Un poco andantino